# Myfanwy
Myfanwy ist ein walisischer Frauenname, der sich von dem Wort annwyl (‚lieb/teuer‘) bzw. 'm benyw (‚meine Frau‘) ableitet.
Auch ist Myfanwy bekannt als ein beliebtes Lied in Wales, welches von dem walisischen Musiker und Komponisten Joseph Parry 1875 komponiert wurde, und durch den walisischen Dichter Richard Davies (Mynyddog) den Text zur Melodie erhielt. Aus einigen Quellen geht hervor, Parry hätte die Melodie seiner Jugendliebe Myfanwy Llywellyn gewidmet, oder es könnte sich um die Inspiration durch die Liebesgeschichte der Myfanwy Fychan im Kastell Dinas Brân (in Llangollen) handeln.

## Legende von Myfanwy
Laut einer Legende war Myfanwy die Tochter des Normannen Earl of Arundel und liebte es, anderen zu erzählen, sie sei die schönste Frau in Powys. Viele Männer besuchten die Burg, in der sie lebte, um sie zu umwerben und Myfanwy ihre Liebe zu gestehen – auch, wenn sie weder singen oder komponieren noch Gedichte schreiben konnten.
Nur ein Mann, Hywel ap Einion, ein mittelloser junger Barde, der in dem Tal unterhalb der Burg lebte, behauptete von sich selbst, Myfanwy allein durch sein Talent bezaubern zu können. Sie verliebte sich in den Sänger, der es vermochte, sie zu lobpreisen und ihre Schönheit wortreich mit Gedichten zu umweben. Aus diesem Grund glaubte Hywel, sie sei in ihn verliebt. Doch seine Hoffnungen wurden enttäuscht, als Myfanwy sich in einen reichen, schönen und beredten Verehrer verliebte.
Hywel, von Myfanwy verworfen und schnell vergessen, widmete seiner verlorenen Liebe ein Gedicht:
| Far from Myfanwy's marble towers I pass my solitary hours O thou shinest like the sky, Behold thy faithful Hywel die! | Weit entfernt von Myfanwys marmornen Türmen Verbringe ich meine einsamen Stunden Oh, du scheinst wie der Himmel, Siehe dein treuer Hywel sterben! |

## Richard Davies’ Liedtext
| Paham mae dicter, O Myfanwy, Yn llenwi'th lygaid duon di? A'th ruddiau tirion, O Myfanwy, Heb wrido wrth fy ngweled i? Pa le mae'r wên oedd ar dy wefus Fu'n cynnau 'nghariad ffyddlon ffôl? Pa le mae sain dy eiriau melys, Fu'n denu'n nghalon ar dy ôl?                                                                                    | Why is it anger, O Myfanwy, That fills your eyes so dark and clear? Your gentle cheeks, O sweet Myfanwy, Why blush they not when I draw near? Where is the smile that once most tender Kindled my love so fond, so true? Where is the sound of your sweet words, That drew my heart to follow you? |
| Warum ist es Wut, O Myfanwy, Die deine dunklen Augen erfüllt? Deine sanften Wangen, O süße Myfanwy, Warum erröten sie nicht, wenn ich nahe komme? Wo ist das Lächeln, das einmal so zärtlich meine törichte, ehrliche Liebe entfachte? Wo ist der Klang deiner süßen Worte, Die mein Herz riefen, dir zu folgen?                              | |
| Pa beth a wneuthum, O Myfanwy I haeddu gwg dy ddwyrudd hardd? Ai chwarae oeddit, O Myfanwy Â thanau euraidd serch dy fardd? Wyt eiddo im drwy gywir amod Ai gormod cadw'th air i mi? Ni cheisiaf fyth mo'th law, Myfanwy, Heb gael dy galon gyda hi.                                                                                          | What have I done, O my Myfanwy, To earn your frown? What is my blame? Was it just play, my sweet Myfanwy, To set your poet's love aflame? You truly once to me were promised, Is it too much to keep your part? I wish no more your hand, Myfanwy, If I no longer have your heart.                 |
| Was habe ich getan, Oh meine Myfanwy, Um deine bösen Blicke zu verdienen? Worin liegt meine Schuld? War es nur ein Spiel, meine süße Myfanwy, Um des Poeten Liebe zu entflammen? Wir waren versprochen (verlobt), Ist es zu viel, Dein Versprechen zu halten? Ich wünsche deine Hand nicht mehr, Myfanwy, Wenn ich dein Herz nicht mehr habe. | |
| Myfanwy boed yr holl o'th fywyd Dan heulwen ddisglair canol dydd. A boed i rosyn gwridog iechyd I ddawnsio ganmlwydd ar dy rudd. Anghofia'r oll o'th addewidion A wnest i rywun, 'ngeneth ddel, A dyro'th law, Myfanwy dirion I ddim ond dweud y gair „Ffarwél“.                                                                              | Myfanwy, may you spend your lifetime Beneath the midday sunshine's glow, And on your cheeks O may the roses Dance for a hundred years or so. Forget now all the words of promise You made to one who loved you well, Give me your hand, my sweet Myfanwy, But one last time, to say „farewell“.    |
| Myfanwy, mögest Du deine Lebenszeit verbringen Im Schein der Mittagssonne, Und deine Wangen, Oh mögen Rosen darauf tanzen, 100 Jahre lang. Vergiß nun all deine Versprechungen die Du mir gemacht hast, der dich wohl geliebt, Gib mir deine Hand, meine süße Myfanwy, Nur ein letztes Mal, zum Abschied (Lebwohl/Adieu).                     | |